# Things You Can Tell Just by Looking at Her
Things You Can Tell Just by Looking at Her es una película estadounidense dirigida y escrita por Rodrigo García Barcha en el año 2000.

## Argumento
Los Ángeles, Valle de San Fernando. Un grupo de mujeres trata de reordenar su vida. Ninguna de ellas se conoce, pero todas tienen algo en común. 
Su lucha contra la soledad y el dolor que genera. La doctora Keener trata de poner un amor en su vida que complete su triunfante carrera; Rebecca, directora de banco, mantiene una relación con un hombre casado, se queda embarazada y decide abortar. Quizá sea su última oportunidad para ser madre. Como Rose, madre soltera y escritora de cuentos infantiles, que comienza a sentirse atraída por un vecino muy especial. Mientras, Christine cuida a su compañera, Lilly, enferma de cáncer y para hacerla sonreír recuerda los momentos más dulces de su relación. También Kathy y Carol viven juntas, son hermanas, y una cuida de al otra. Carol vive sin ver, Kathy sin un amor, pero ambas, como las demás intentan lo más importante, vivir superando sus problemas y dificultades, sin perder la esperanza.